# Cort i paller de Casa Lluguis
La Cort i paller de Casa Lluguis és una obra de la Vall de Boí (Alta Ribagorça) inclosa a l'Inventari del Patrimoni Arquitectònic de Catalunya.

## Descripció
Edifici de petites dimensions de planta irregular i coberta amb un sol vessant. Consta de planta baixa destinada originalment a cort i un pis destinat a paller.
Les dues obertures, la porta d'accés a la cort i l'obertura del paller, estan situades a la façana est.
Les façanes són de maçoneria, amb un tros de la façana sud arrebossat.